# SOS (jogo eletrônico)
SOS é um jogo criado pela Human Entertainment e publicado 1993 por Vic Tokai para o Super Nintendo, baseado no filme O Destino de Poseidon. Nele, os jogadores devem escapar de um navio que está se mexendo chamado Lady Crithania, sem quebrar o limite de tempo de uma hora. Porém, o jogo foi feito mais difícil pela falta de um cronômetro visível e o fato do navio virar em ângulos constantemente, porém, isto também torna o jogo mais realista de certa forma.

## Enredo
Um navio chamado Lady Crithania saiu da costa de Humbleton às 7 da tarde, depois de um tempo, veio uma tempestade imprevista, os passageiros entram em pânico, o capitão chama um SOS para a equipe de resgate, logo após, uma onda gigante atinge o navio e o protagonista tem uma hora para sair do navio e se encontrar com a equipe de resgate. O jogo tem vários finais para cada protagonista, e o melhor final para cada um deles ocorre quando eles encontram a pessoa sentimentalmente ligada a eles e consegue mais de 25 pontos com os sobreviventes.

## Protagonistas
- Capris Wisher: Um arquiteto que está a bordo do navio com sua irmã.
- Redwin Gardner: Um conselheiro que está a bordo do navio com uma família.
- Jeffrey Howell: Um doutor, está viajando com sua esposa Adela. É o protagonista mais velho a ser escolhido.
- Luke Haines: Faz parte da equipe do navio Lady Crithania, e desconfia que o mar está muito agitado para que o navio possa navegar, mas seu superiores discordam disso. É o protagonista mais novo a ser escolhido.